# Ignazio Tonelli
Ignazio Tonelli (Montefiorino, 25 marzo 1804 – ...) è stato un politico italiano.

## Biografia
Sindaco del suo paese natale, fu eletto nella VII legislatura del Regno di Sardegna e nelle due successive del Regno d'Italia.